# Pangkalan Dodek Baru
Pangkalan Dodek Baru is een bestuurslaag in het regentschap Batu Bara van de provincie Noord-Sumatra, Indonesië. Pangkalan Dodek Baru telt 5455 inwoners (volkstelling 2010).